# Toplice Sveti Martin
Toplice Sveti Martin – wieś w Chorwacji, w żupanii medzimurskiej, w gminie Sveti Martin na Muri. W 2011 roku liczyła 50 mieszkańców.